# San Gregorio Catania Rugby
Maillots
Dernière mise à jour : 21 mai 2012.
L'Associazione Sportiva Dilettantistica San Gregorio Catania Rugby est un club de rugby à XV italien basé à San Gregorio di Catania participant au Championnat d'Italie de rugby à XV. Il est fondé en 1990.

## Effectif de la saison 2011-2012
| Nom                        | Poste            | Date de naissance | Nationalité sportive | Sélections (PM) | Club précédent | Année d'arrivée au club |
| -------------------------- | ---------------- | ----------------- | -------------------- | --------------- | -------------- | ----------------------- |
| Dario Bordonaro            | Pilier           | 27 février 1992   | Italie               | -               | -              | -                       |
| Salvatore Catania          | Pilier           | 21 juin 1989      | Italie               | -               | -              | -                       |
| Gianmarco Duca             | Pilier           | 15 janvier 1991   | Italie               | -               | -              | -                       |
| Barry Fa'amausili          | Pilier           | 14 mai 1988       | Nouvelle-Zélande     | -               | -              | -                       |
| Fabio Gentili              | Pilier           | 30 novembre 1989  | Italie               | -               | -              | -                       |
| Marco Suaria               | Pilier           | 3 avril 1983      | Italie               | -               | -              | -                       |
| Vittorio Lo Faro           | Talonneur        | 25 février 1986   | Italie               | -               | -              | -                       |
| Raffaele Privitera         | Talonneur        | 16 mars 1986      | Italie               | -               | -              | -                       |
| Giulio Rampa               | Talonneur        | 14 décembre 1990  | Italie               | -               | -              | -                       |
| Juan Manuel Doria          | Deuxième ligne   | 4 mars 1978       | Argentine            | -               | -              | -                       |
| Marco Grimaldi             | Deuxième ligne   | 10 décembre 1985  | Italie               | -               | -              | -                       |
| Giansalvo Micale           | Deuxième ligne   | 1992              | Italie               | -               | -              | -                       |
| Giacomo Sala               | Deuxième ligne   | 30 juin 1988      | Italie               | -               | -              | -                       |
| Mirko Amenta               | Troisième ligne  | 8 mai 1991        | Italie               | -               | -              | -                       |
| Salvatore Carbone          | Troisième ligne  | 25 juin 1983      | Italie               | -               | -              | -                       |
| Federico Dell'Aria         | Troisième ligne  | 6 mai 1990        | Italie               | -               | -              | -                       |
| Jacopo Sarto               | Troisième ligne  | 15 juillet 1990   | Italie               | -               | -              | -                       |
| Guido Calabrese            | Demi de mêlée    | 18 juin 1992      | Italie               | -               | -              | -                       |
| Sevian Daupi               | Demi de mêlée    | 30 janvier 1989   | Albanie              | -               | -              | -                       |
| Michele Failla             | Demi de mêlée    | 3 septembre 1984  | Italie               | -               | -              | -                       |
| Tomás Pucciariello         | Demi d'ouverture | 24 septembre 1978 | Argentine            | -               | -              | -                       |
| Conrad Gillingham          | Centre           | 20 avril 1989     | Nouvelle-Zélande     | -               | -              | -                       |
| Carlo Leonardi             | Centre           | 2 décembre 1983   | Italie               | -               | -              | -                       |
| Brigham Nordstom           | Centre           | 12 septembre 1979 | Nouvelle-Zélande     | -               | -              | -                       |
| Pietro Valcastelli         | Centre           | 11 février 1987   | Italie               | -               | -              | -                       |
| Petrus Willem van der Walt | Centre           | 6 janvier 1989    | Afrique du Sud       | -               | -              | -                       |
| Ferdinando Giobbe          | Ailier           | 25 août 1989      | Italie               | -               | -              | -                       |
| Stefano Montanelli         | Ailier           | 16 août 1990      | Italie               | -               | -              | -                       |
| Filippo Venturi            | Ailier           | 14 septembre 1988 | Italie               | -               | -              | -                       |
| Joaquín Todeschini         | Arrière          | 2 juin 1986       | Argentine            | -               | -              | -                       |

## Joueurs célèbres
- Barry Fa'amausili